# Портрет художника С. Бахлулзаде (Тагиев)
«Портрет художника С. Бахлулзаде» (азерб. Rəssam S. Bəhlulzadənin portreti) — портрет видного азербайджанского художника Саттара Бахлулзаде, выполненный в 1955 году азербайджанским художником Таги Тагиевым.
В ноябре 1955 года состоялся Второй съезд художников Азербайджана. Вскоре после съезда Таги Тагиев написал маслом этот портрет. Этот портрет Саттара Бахлулзаде, как отмечается в «Краткой художественной энциклопедии», отличают выразительный силуэт и тонкость колористического решения. Бахлулзаде изображён в тот момент, когда, отойдя от мольберта, он сосредоточенно смотрит на свою работу. Изображение палитры в левой руке мастера, флаконов с разбавителем, холста и кистей, как отмечает искусствовед Мурсал Наджафов, как бы дополняет характеристику образа. По словам Наджафова, умело передано портретное сходство, выразительны руки, смуглые, с длинными нервными пальцами.
Тагиев показал это произведение, которое Мурсал Наджафов называет одним из лучших произведений художника, на республиканской выставке 1955 года. Вскоре картина поступила в Азербайджанский государственный музей искусств имени Рустама Мустафаева в Баку (ныне — Национальный музей искусств Азербайджана, где сегодня выставлена картина).
Портрет иллюстрирует титульный лист книги искусствоведа Расима Эфендиева «Саттар Бахлул-заде» (Москва, 1959), повествующей о жизни и творчестве художника.